# Stan załogi ORP Wilk 1 września 1939 roku
Stan załogi ORP „Wilk” 1 września 1939 roku – zestawienie członków załogi ORP „Wilk” typu Wilk według staniu na 1 września 1939 roku. Tego dnia załoga okrętu składała się z 5 oficerów, 27 podoficerów oraz 23 marynarzy i starszych marynarzy.
| Oficerowie | Oficerowie                                 |
| --- | ------------------------------------------ |
| Dowódca: kmdr ppor. Bogusław Krawczyk | Zastępca dowódcy: kpt. mar. Borys Karnicki |
| por. mar. Zygmunt Jasiński • por. mar. Bolesław Romanowski • por. mar. Henryk Kamiński |                                            |
| Podoficerowie |                                            |
| bosman Mieczysław Czub • bosmn Tadeusz Domicz • bosman Dworniak • bosman Edward Kozak • bosman Niklewski • bosman Stanisław Rybicki • bosmat Bronisław Juśkiewicz bosmat Ludwik Kaczmarczyk • bosmat Franciszek Nowacki • bosmat Feliks Nowicki • bosmat Stanisław Sienkiewicz • bosmat Stułka • bosmat Józef Ziajka mat Jan Budka • mat Józef Chodun • mat Jan Jaworski • mat Karnowski • mat Czesław Kędzior • mat mat Kołakowski • mat Stefan Kozioł mat Magdziarek • mat Władysław Majewski • mat Matuszczak • mat Jerzy Ring • mat Różnowski • mat Sójka • mat Szczęsny |                                            |
| Starsi marynarze i marynarze |                                            |
| st. mar. Banach • st. mar. Buliński • st. mar. Jerzy Christ • st. mar. Tadeusz Czerwiński • st. mar. Jerzy Daszkiewicz • st. mar. Filipczuk • st. mar. Gąsowski st. mar. Jerzy Kaszewski • st. mar. Michał Kmiecik • st. mar. Kazimierz Kończalski • st. mar. Wacław Kostuch • st. mar. Olesiński • st. mar. Ożóg • st. mar. Józef Paszek st. mar. Kazimierz Pietraszek • st. mar. Tyszka • mar. Frydecki • mar. Fusiarski • mar. Goderski • mar. Stanisław Jarosz • Karol Klein • mar. Leksy • mar. Szrama                                                                  |                                            |